# フォクトレンダーのスプリングカメラ製品一覧
フォクトレンダーのスプリングカメラ製品一覧（フォクトレンダーのスプリングカメラせいひんいちらん）は、フォクトレンダーが製造したスプリングカメラの一覧である。

## 116フィルム使用カメラ
- ロールフィルムカメラ - 6.5×11cm判。レンズはスコパー114mmF4.5、ヘリアー114mmF4.5、フォコター120mmF6.3。シャッターはエンベセット、旧コンパー。ロールフィルムを使用する最初のフォクトレンダー製カメラ[1]。

## 118フィルム使用カメラ
- ロールフィルムカメラ - 8.3×10.8cm判、9×12判写真乾板との兼用。レンズはコリニア12cmF6.8。

## 119フィルム使用カメラ
- ロールフィルムカメラ - 5×8cm判、6枚撮り。レンズはスコパー83mmF4.5、ヘリアー83mmF4.5、フォコター90mmF6.3。シャッターはエンベセット、旧コンパー。ロールフィルムを使用する最初のフォクトレンダー製カメラ[1]。

## 120フィルム使用カメラ
- ロールフィルムカメラ - 6×9cm判。レンズはスコパー105mmF4.5、ヘリアー105mmF4.5、フォコター105mmF6.3。シャッターはエンベセット、イプソール、旧コンパー。ロールフィルムを使用する最初のフォクトレンダー製カメラ[1]。
- ベッサ（Bessa 、1929年発売[2]） - 6×4.5cm判から6×9cm判まで各フォーマット存在する。また戦後になっても改良された新型が出ていた。初期の製品はほとんどスプリングが効いておらずスプリングカメラに分類しない人もいる[2]。
- プロミネント（Prominent 、1933年発売[3][2][4]） - 戦前のフォクトレンダーを代表する高級機の一つ。花魁の挿す笄や戦艦の測距儀を連想させる外観の上下合致式[3]連動距離計付きで、その外観から日本では「花魁[4]」「軍艦[5]」と通称される。距離計基線長は90mmで、倍率は約1.5×なので極めて正確に距離測定できる[5]。6×9cm判だが6×4.5cm判も撮影可能。撮影レンズはヘリアー10.5cmF4.5。戦後販売された同名のライカ判レンジファインダー式カメラとは全く共通点がない。レンズボード下に仕込まれた強力なぜんまいばねの力でベース上に敷かれたチェーンを巻くことで立ち上がるシステムで、タスキのテコを直接引っ張るイコンタの方式と比較すると旧式でまだるっこしい感じはあるが、レール上を音もなく滑り出て来る様子は優雅である[1]。立ち上がり時の負圧でフィルムが浮くのを防ぐためボディーには穴が開けられている[6]。光学式露出計を装備しており、アイピースから覗いてダイヤルを回し、縦縞が見えなくなった位置でダイヤルに適正露出が表示されているという仕組み[3]。光学露出計のアイピースは3つあり、白は室内、黄が屋外、紫が海や空用[3]。シャッターはコンパーでT、B、1〜1/250秒[3]が多いが、珍品としてターボ（Turbo ）シャッターT、B、1〜1/400秒を装備するものもある[7]。
- イーノスI（Inos I、1934年[2]） - プロミネントと同系列デザインで6×9cm判。距離計なし。ヘリアー105mmF4.5またはスコパー105mmF4.5[8]。シャッターはコンパーでT、B、1〜1/250秒[8]。
- イーノスII（Inos II ） - プロミネントと同系列デザインで6×9cm判。距離計なし。スプリングカメラに分類されるがスプリングではなくゼンマイの力でチェーンを巻いて立ち上がる。撮影レンズはスコパー10.5cmF4.5[8][9]、ヘリアー10.5cmF4.5[8]、スコパー11.8cmF4.8[8]。シャッターはコンパーでB、T、1-1/250秒[9]。
- ヴィルタス（Virtus 、1934年発売[10][11]） - 高級機。「花魁」プロミネントと同系列デザインで6×4.5cm判。レンズはヘリアー7.5cmF3.5、スコパー7.5cmF3.5、スコパー7.5cmF4.5がある[10]。シャッターはコンパーまたはエンベセット[10]。距離計なし。ファインダーのパララックスは自動補正される[12]。チェーンは使用されておらず、板バネ2枚で駆動されている[10]。
- スーパーベッサ（RF Bessa 、1936年[13][5][14]） - 距離計連動。6×9cm判。6×4.5cm判も撮影可能。撮影レンズはヘロマー105mmF3.5またはスコパー105mmF3.5またはヘリアー105mmF3.5。レンズ先端にイエローフィルタ−が蝶番式に取り付けられており、迅速に「使用」「非使用」を切り替えられる。スーパーベッサIは日本での呼称で英語圏では「RF Bessa」と呼称される。

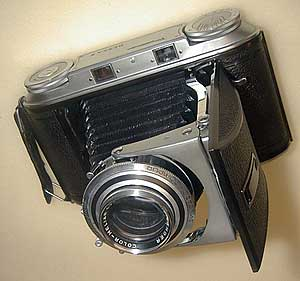
スーパーベッサII

- ベッサI（Bessa I 、1950年発売[15]） - ベッサの後継機で、距離計なし[16]。クローム仕上げの近代的な外観になっている[15]。レンズは3群3枚ヴァスカー105mm4.5または3群4枚カラースコパー105mm3.5[15]。シャッターはプロンターSでB、T、1-1/250秒、セルフタイマー付き[15]。
- ベッサII（1950年発売[16][15]） - クローム仕上げの近代的な外観になっている[15]。6×9cm判。6×4.5cm判も撮影可能。距離計連動で、ファインダーに一体化されている[16][15]。撮影レンズはカラースコパー105mmF3.5またはカラーヘリアー105mmF3.5、稀少で高価に取引される3群5枚のアポランター105mmF4.5がある[15]。スーパーベッサの後継機で、日本ではスーパーベッサIIと呼ばれることも多い。
- ベビーベッサ（1939年発売[17]） - 6×6cm判。レンズはフォコター7.5cmF3.5またはスコパー7.5cmF3.5。ファインダーは折りたたみ式。戦後の同名モデルと区別するためベッサシックスとの別名がある[17]。
- ベビーベッサ（1948年発売[18]） - レンズはヴァスカーまたはカラースコパー75mmF3.5、シャッターはコンパー。6×4.5cm判で、6×6cm判の同名モデルと区別するためベッサ64との別名がある[18]。外見からは全く区別はつかず、ファインダーを覗き長方形なら6×4.5cm判。
- ベビーベッサ（1948年発売[18]） - レンズはヴァスカーまたはカラースコパー75mmF3.5、シャッターはコンパー。6×6cm判で、戦前の同名モデルや6×4.5cm判の同名モデルと区別するためベッサ66との別名がある[18]。ファインダーは小型の固定式になっている[17]。6×4.5cm判の同名モデルとは、外見からは全く区別はつかず、ファインダーを覗き正方形なら6×6cm判。
- ペルケオI（Perkeo I 、1953年発売[18]） - 6×6cm判。レンズはヴァスカー75mmF4.5か80mmF4.5、またはカラースコパー80mmF3.5、シャッターはプロントでB、1/25-1/200秒またはプロンターSでB、1-1/300秒。戦前のペルケオとは「小型」以外ほとんど共通点を持たない。クローム仕上げの近代的な外観になっている。距離計なし[19]。
- ペルケオII（Perkeo II 、1953年発売[18]） - 6×6cm判。レンズはカラースコパー80mmF3.5、シャッターはプロンターSで1-1/300秒またはシンクロコンパー。戦前のペルケオとは「小型」以外ほとんど共通点を持たない。クローム仕上げの近代的な外観になっている。距離計なし[19]。
- ペルケオE（Perkeo E 、1955年発売[18]） - 6×6cm判。ペルケオIIに単独距離計を組み込んだもの。戦前のペルケオとは「小型」以外ほとんど共通点を持たない。クローム仕上げの近代的な外観になっている[19]。

## 127フィルム使用カメラ
- ペルケオ（Perkeo 、1933年発売[11]） - 高級機。「花魁（おいらん）」プロミネントより少し早く発売され[3]、同系列デザインで3×4cm（ヴェスト半裁）判。距離計なし。ペルケオとは「小人」の意。戦後のペルケオとは「小型」以外ほとんど共通点を持たない。スプリングとチェーンとギアによる開閉制御方式、空気抜き穴があるなど非常に神経が行き届いた設計になっている[20]。レンズはヘリアー5.5cmF3.5、スコパー5.5cmF3.5、スコパー5.5cmF4.5[20]とヴェスト半裁判には一般より少し長焦点で、ピント合わせには厳密さが必要である[21]。ファインダーは筒型と折畳式があり、絞り系列や距離目盛りの単位から筒型がアメリカやイギリス向け、折畳式はヨーロッパ向けと推定されている[22]。

## 135フィルム使用カメラ

### ヴィトーシリーズ
24×36mm（ライカ）判。普及版のコンパクトカメラではあるが非常に美しいメッキ面を持ち、突起物を少なくするべく丹念にデザインされている。連動距離計のないモデルならスコパー50mmF3.5、距離計付きのモデルならウルトロン50mmF2またはスコパー50mmF2.8またはスコパー50mmF3.5が装着されている。
- ヴィトーI（Vito I 、1939年発売[23][24][25][26]） - スプリングカメラ。レンズはスコパー50mmF3.5[23][25]。
- ヴィトーII（Vito II 、1950年発売[23][24][25]） - ヴィトーIではファインダー部が凸状に出ていた軍艦部を平坦にし、支柱二本で支えられた形状だったレリーズレバーが単純な丸棒になった[25]。レンズはカラースコパー50mmF3.5[23]。
- ヴィトーIIa（Vito IIa 、1951年発売[23]） - レバー巻上げになった[23][27]。レンズはカラースコパー50mmF3.5[23]。
- ヴィトーIII（Vito III 、1951年発売[23]） - 連動距離計を装備し、前蓋が下に開くようになった。レンズは5群6枚ウルトロン50mmF2[23]。